# 小田原・伊豆統括センター
小田原・伊豆統括センター（おだわらいずとうかつセンター）は、東日本旅客鉄道（JR東日本）横浜支社の駅・運転士・車掌を所管する組織である。
2022年3月12日に小田原、国府津、真鶴、湯河原、熱海、伊東の各駅、熱海運輸区を統合して発足。2024年10月1日に国府津駅を湘南・相模統括センターに移管する。

## 所管

### 駅
- 小田原駅 - 所長所在駅
- 鴨宮駅
- 早川駅★
- 根府川駅☆
- 真鶴駅
- 湯河原駅
- 熱海駅
- 来宮駅☆
- 伊豆多賀駅☆
- 網代駅☆
- 宇佐美駅☆
- 伊東駅

★: JR東日本ステーションサービスに業務委託　☆: 無人駅

### 熱海事務所
- 乗務員所属。熱海駅構内に設置（旧熱海運輸区）
- （運転士）担当線区
  - 東海道本線 : 東京駅 - 来宮駅間
  - 湘南新宿ライン : 新宿駅 - 小田原駅間
  - 伊東線 : 熱海駅 - 伊東駅間
- 担当線区（車掌）
  - 東海道本線 : 東京駅 - 熱海駅間
  - 湘南新宿ライン : 新宿駅 - 小田原駅間
  - 伊東線 : 熱海駅 - 伊東駅間

## 歴史
- 2022年7月1日 - 小田原・伊豆統括センター（小田原、国府津、真鶴、湯河原、熱海、伊東の各駅、熱海運輸区の統合）が発足。熱海運輸区を廃止する。
- 2024年10月1日 - 国府津駅を湘南・相模統括センターに移管する。

| スタブアイコン | サブスタブ | この項目は、まだ閲覧者の調べものの参照としては役立たない、鉄道に関連した書きかけの項目です。この項目を加筆・訂正などしてくださる協力者を求めています（P:鉄道/PJ:鉄道）。 |